# Фальер, Арман
Клема́н Арма́н Фалье́р (фр. Clément Armand Fallières; 6 ноября 1841, Мезин, деп. Ло и Гаронна — 22 июня 1931, Ланн, деп. Ло и Гаронна) — французский государственный деятель, 9-й президент Франции (Третья Республика, 1906—1913).

## Биография
Скромного происхождения: дед Фальера был кузнецом, отец — землемером и судебным приставом. В политике с 1870-х, в 1883 году непродолжительное время был премьер-министром, затем на протяжении 16 лет занимал разные министерские посты. В 1899 году, после избрания Эмиля Лубе президентом республики, сменил его на посту председателя Сената, а в 1906 году стал преемником Лубе и как президент страны, победив на выборах Поля Думера.
Активно участвуя в укреплении Антанты, Фальер при этом был противником войны с Германией. Он встретил официально российского императора Николая Александровича в Шербуре в 1909 году. Уходя с должности в 1913 году (после истечения семилетнего срока не баллотировался на следующий), он сказал, имея в виду жёстко антигерманскую позицию своего преемника Раймона Пуанкаре: «Я уступаю место войне». Действительно, Первая мировая война началась уже в 1914 году.
Фальер был активным противником смертной казни и на посту президента помиловал многих осуждённых на смертную казнь подсудимых.